# Yosuke Watanuki
Yosuke Watanuki (japansk: 綿貫 陽介, født 12. april 1998 i Saitama, Japan) er en professionel tennisspiller fra Japan.